# Endrosa fumosa
Endrosa fumosa är en fjärilsart som beskrevs av Adalbert Seitz 1910. Endrosa fumosa ingår i släktet Endrosa och familjen björnspinnare. Inga underarter finns listade i Catalogue of Life.